# Avventura in città
Avventura in città è un film italiano del 1959, diretto da Roberto Savarese.

## Trama
Napoli. Pietro è un bravo ragazzo ma senza volerlo si trova immischiato con una banda di malviventi capeggiati da Enrico, pericoloso fuorilegge francese. Pietro viene incaricato di ritirare i piani per il colpo in una banca, ma scambia distrattamente la borsa che contiene i piani con la cartella di una liceale, Mariuccia. Enrico impone a Pietro di recuperare ad ogni costo i piani altrimenti il colpo va a monte. Pietro deve rintracciare Mariuccia e capire se lei, guardando il contenuto della borsa, abbia avuto dei sospetti. Tra i due intanto scoppia un sentimento di reciproco amore ma Vanda, amica di Enrico, è anche lei innamorata di Pietro e fa di tutto per tenere separati i due. 
Si avvicina intanto il giorno stabilito per il furto e Pietro si rende conto che non può continuare a ingannare Mariuccia fingendo di essere un professionista. Decide allora di scriverle una lettera d'addio che viene intercettata da Enrico. Questi, male interpretando il contenuto della lettera, teme che Mariuccia abbia avvertito la polizia, pertanto i due giovani vengono sequestrati in una cantina, immobilizzati e isolati in modo da non interferire con i piani prestabiliti. Grazie all'aiuto di un componente della banda, i due riescono però ad evadere e a far intervenire la polizia; in un conflitto a fuoco, 
Enrico rimane ucciso e Pietro e Mariuccia potranno finalmente andare avanti con fiducia.

## Produzione
Il film fu prodotto dalla EDEN FILM srl di Gaetano Amata.